# Miss You Most (At Christmas Time)
Miss You Most (At Christmas Time) to piosenka napisana przez Mariah Carey i Walter Afanasieff. Została wydana jako czwarty singel z albumu Merry Christmas.

## O piosence
Tekst piosenki opowiada o tym, że mimo atmosfery świątecznej spędzanej wraz z rodziną, święta nie zawsze są szczęśliwym czasem. Tym razem mowa o tęsknocie, która towarzyszy jej gdy podczas świąt nie może czuć obecności swojego ukochanego.

## Singel
Utwór został wydany jako czwarty singel zimy 1994. Podobnie jak wcześniejsze dwa single również pozbawiono go praw komercyjnych i wydany jako PROMO w Stanach Zjednoczonych. W Europie, na niektórych wersjach singla "All I Want for Christmas Is You, utwór figurował jako B-side
- CSK 6647

1. Miss You Most (At Christmas Time)

## Teledysk
Teledysk został nakręcony przez Diane Martel. Carey ukazana jest w wielu miejscach w atmosferze świąt – siedzącą w domu przy choince z kubkiem ciepłego kakao, rozświetlonych od światełek ulicach, na śniegu, ale samotną.